# بولوتانا
بولوتانا (به ایتالیایی: Bolotana) یک کومونه در ایتالیا است که در استان نیورو واقع شده‌است.

## خصوصیات
بولوتانا ۱۰۸٫۵ کیلومترمربع مساحت و ۳٬۱۶۰ نفر جمعیت دارد.

## نگارخانه

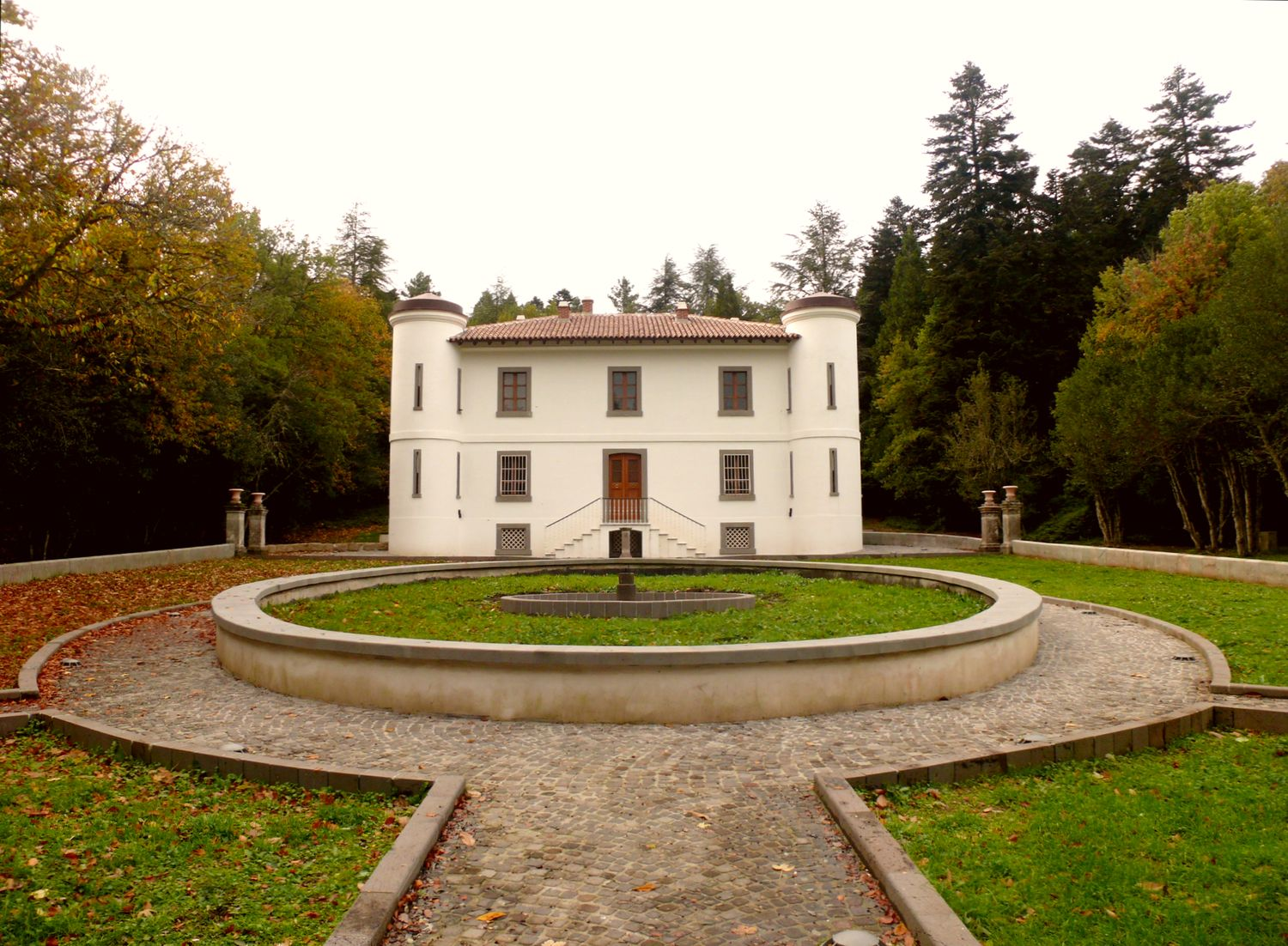
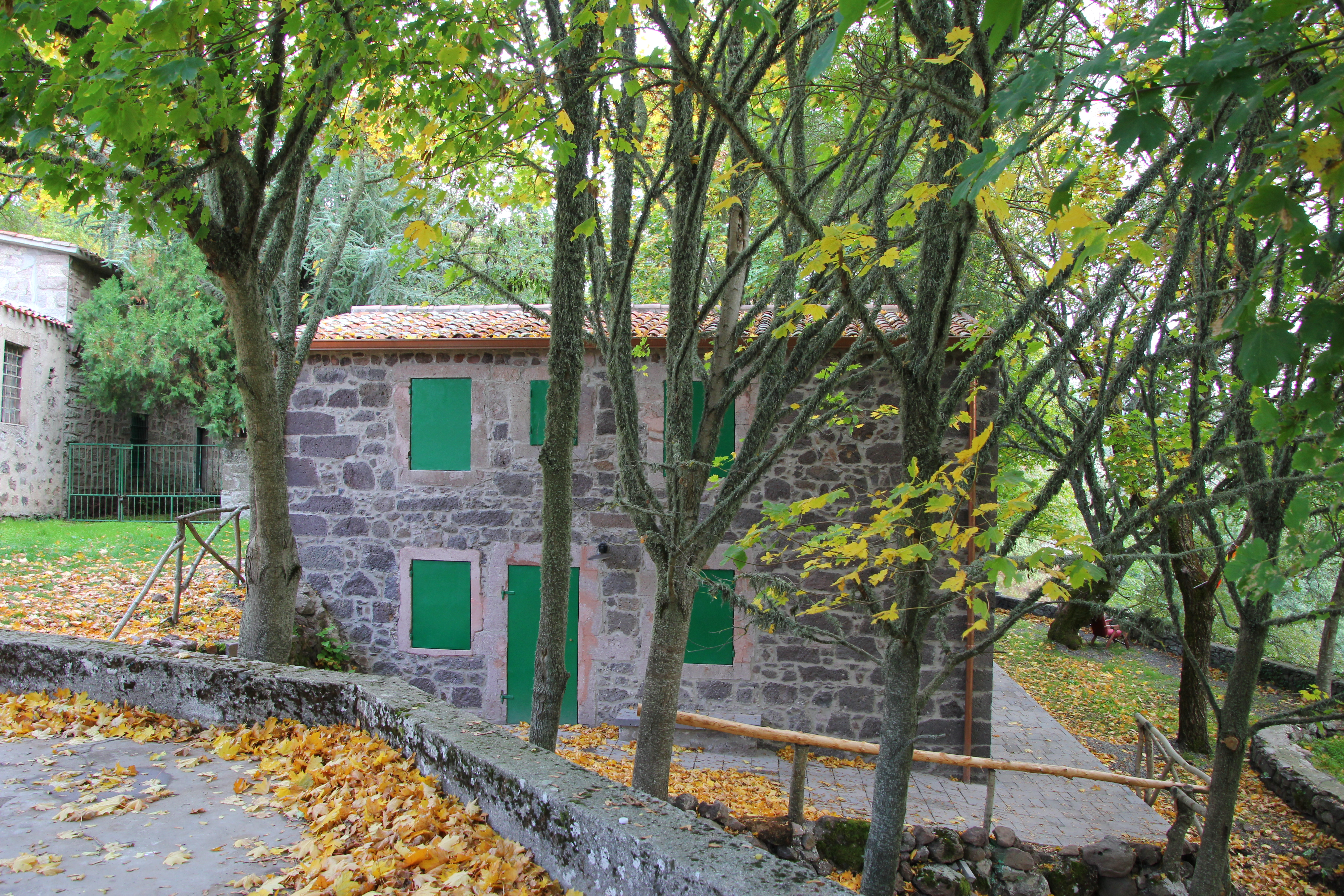
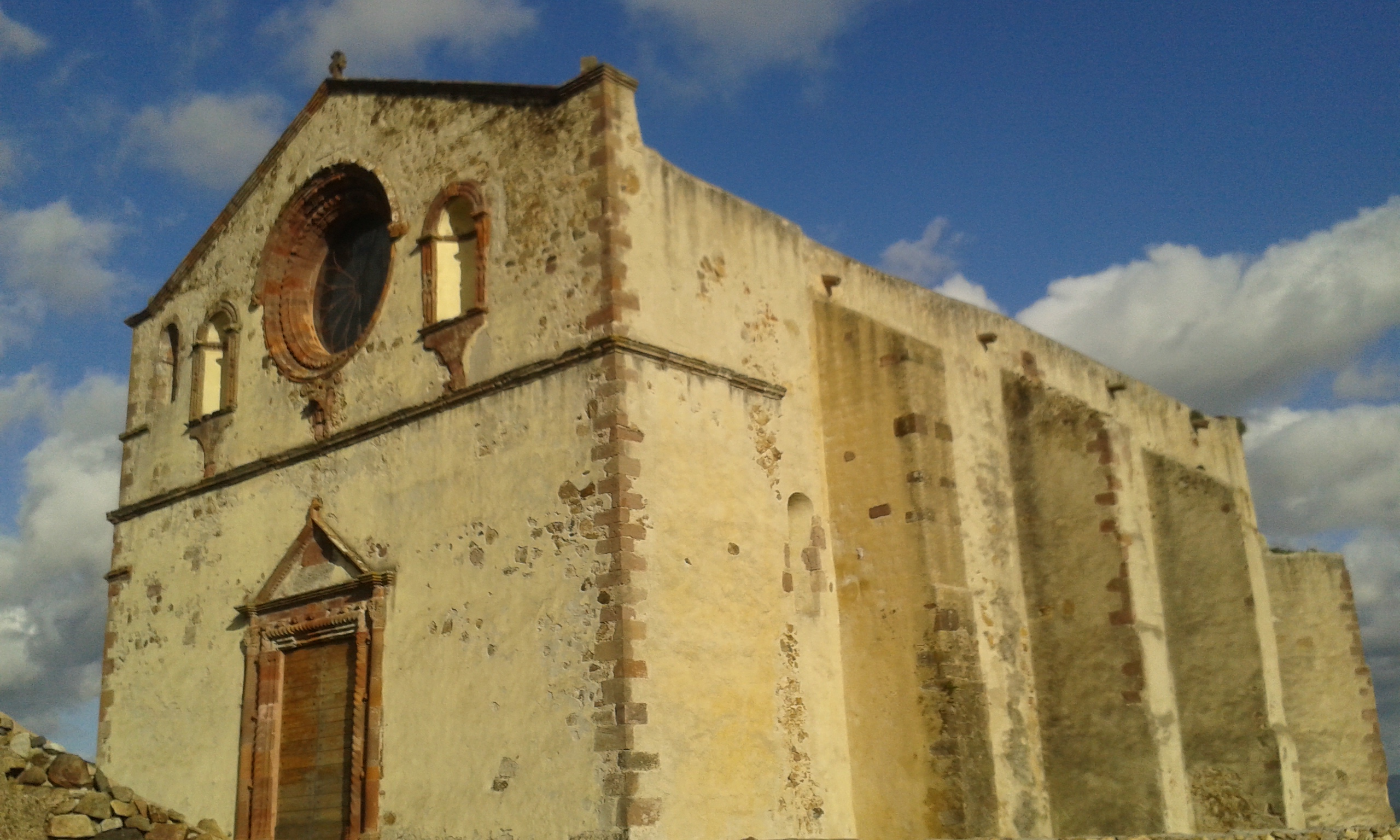
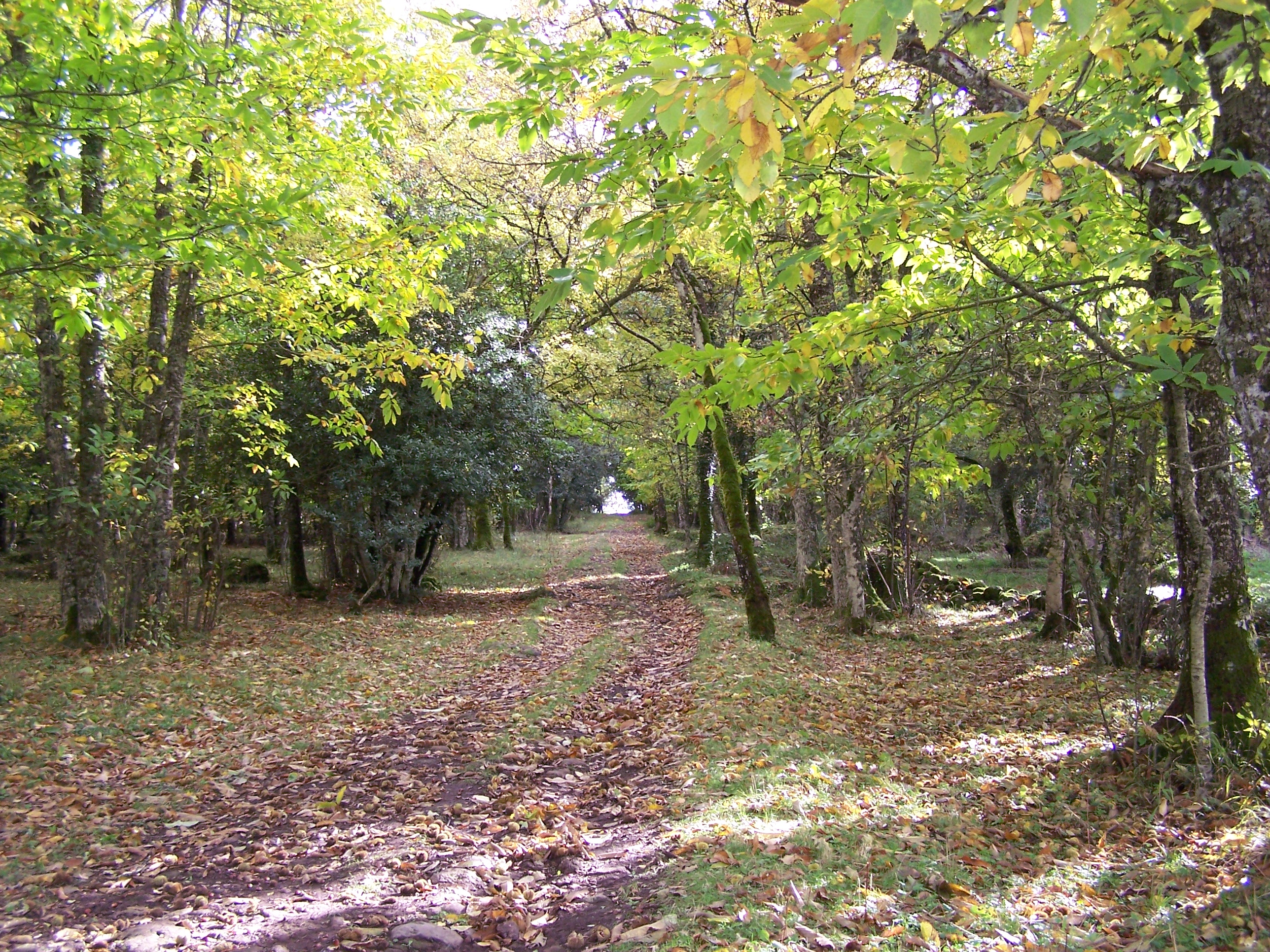